# Loge (botanique)
Pour les articles homonymes, voir Loge.

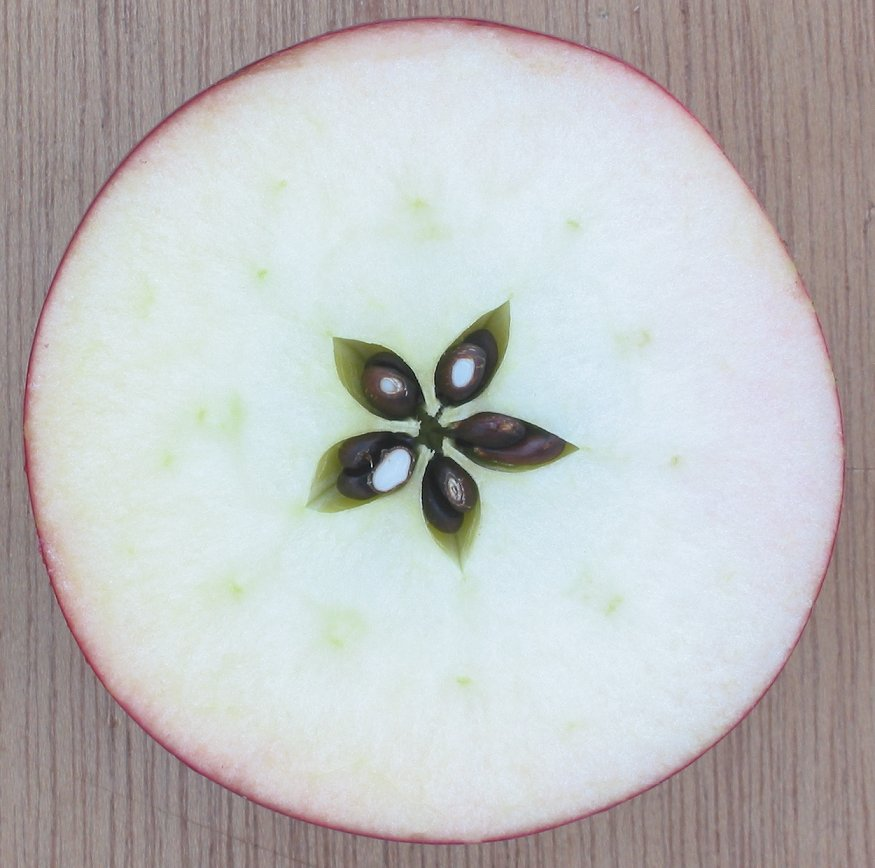
Coupe équatoriale d'une pomme mettant en évidence les loges des pépins.

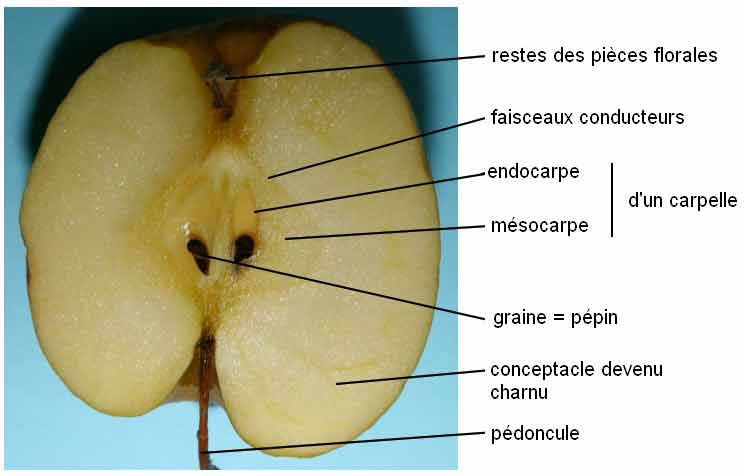
Le carpelle est le nom « scientifique » de la loge.

Une loge ou locule est une cavité dans un organe dans laquelle se « logent » selon les cas :
- des ovules (dans le cas d'un ovaire).
- des graines (dans le cas d'un fruit).

Les coupes transversales et longitudinales mettent en évidence ces « logements », appelés aussi « carpelles ».